# استاین دیمون
استاین دیمون (انگلیسی: Stine Dimun؛ زادهٔ ۱۵ اکتبر ۱۹۷۹) بازیکن فوتبال اهل دانمارک است.
از باشگاه‌هایی که در آن بازی کرده‌است می‌توان به باشگاه فوتبال بروندبی اشاره کرد.
وی همچنین در تیم ملی فوتبال زنان دانمارک بازی کرده‌است.